# 燕妮·埃彭贝克
燕妮·埃彭贝克（Jenny Erpenbeck，1967年3月12日—），德国作家、歌剧导演，曾获独立外国虚构作品奖。
她写了好几部叙事散文和戏剧：1999年她发表处女作《老孩子》。2001年发表短篇集《小玩意》。2004年发表中篇小说《言辞之书》。2008年发表小说《拜访》。2007年，埃彭贝克接手了妮可·克劳斯在《法兰克福汇报》上的双周刊专栏。2015年，她的小说《末日》英文译本荣获独立外国虚构奖。